# 孙美瑶
孙美瑶（1898年—1923年），山東棗莊人，著名的響馬集團領袖，後被北洋政府勸降誘殺。

## 簡介
早年富户之子。时局混乱，家族屡次受扰，最後縣令定罪斬首孫父，家產遂歸縣衙。孫氏兄弟故於君山筑寨，招募四方流民，组成「響馬」軍“山东建国自治军”，胞兄孙美珠任五路联军总司令，抵禦外侮。1922年7月，孙美珠在与官军的作战中被擒获枪决。
孙美瑶繼位为司令。1923年，北洋政府以山东督军田中玉为剿匪司令，命其消灭山东建国自治军。田中玉将孙美瑶围困山寨，孙美瑶决定打劫在津浦铁路上的特快列车，以此要挟北洋政府。
1923年5月6日凌晨2时50分，孙美瑶将69名乘客劫到抱犊崮，其中人質含歐美人39名，即临城劫车案。事发后，驻北京各国公使团共舉葡萄牙公使符礼德为首，向北洋政府提出口头抗议。
6月12日，双方达成协议。孙美瑶释放所有乘客，山东建国自治军接受政府改编為官軍一旅，由孙美瑶出任旅长。12月19日，新任山东督理郑士琦下令兖州镇守使张培荣，将孙美瑶诱至枣庄中兴煤矿公司枪杀。